# Točník
Točník è un comune della Repubblica Ceca facente parte del distretto di Beroun, in Boemia Centrale.

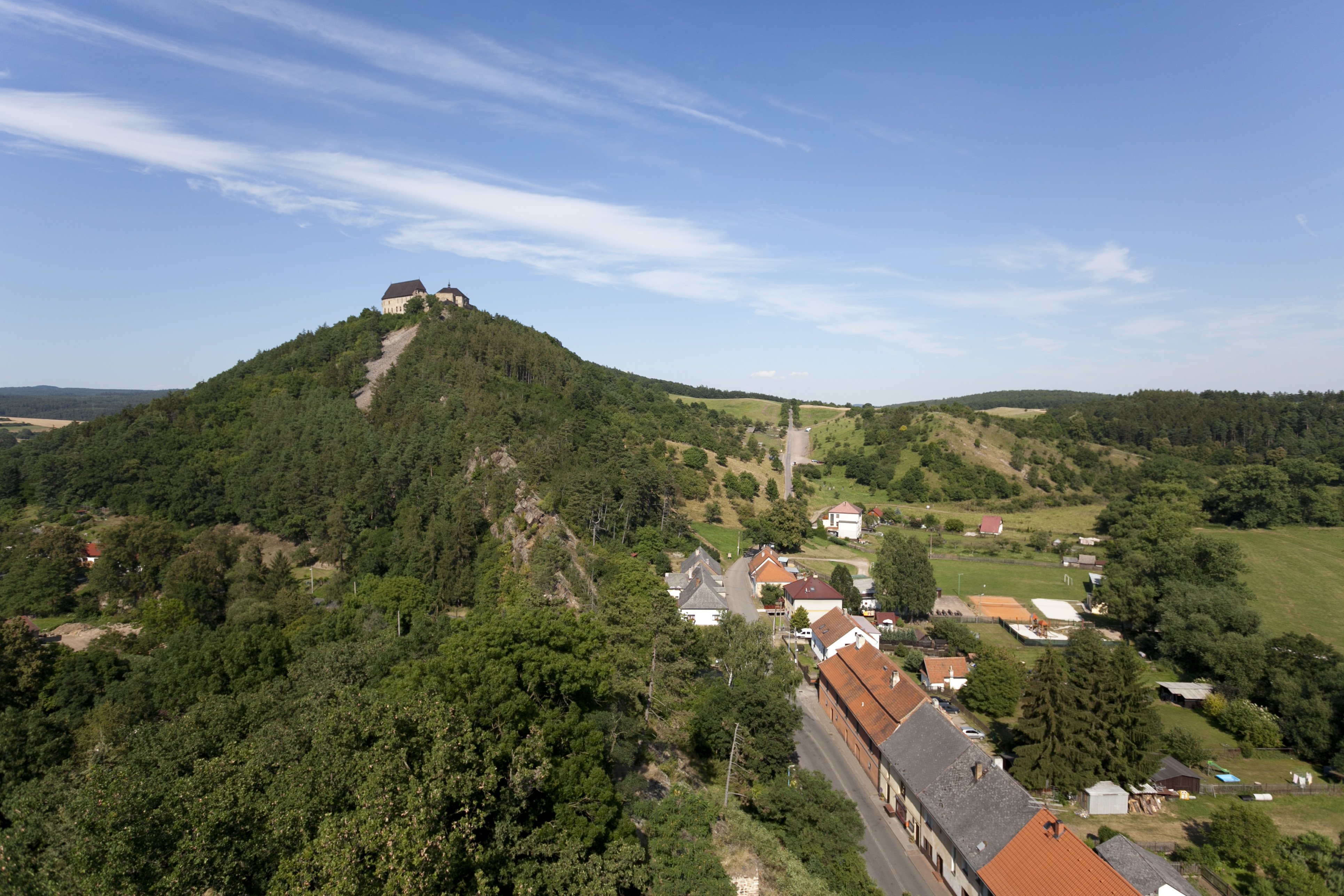
Il castello di Točník in cima alla collina

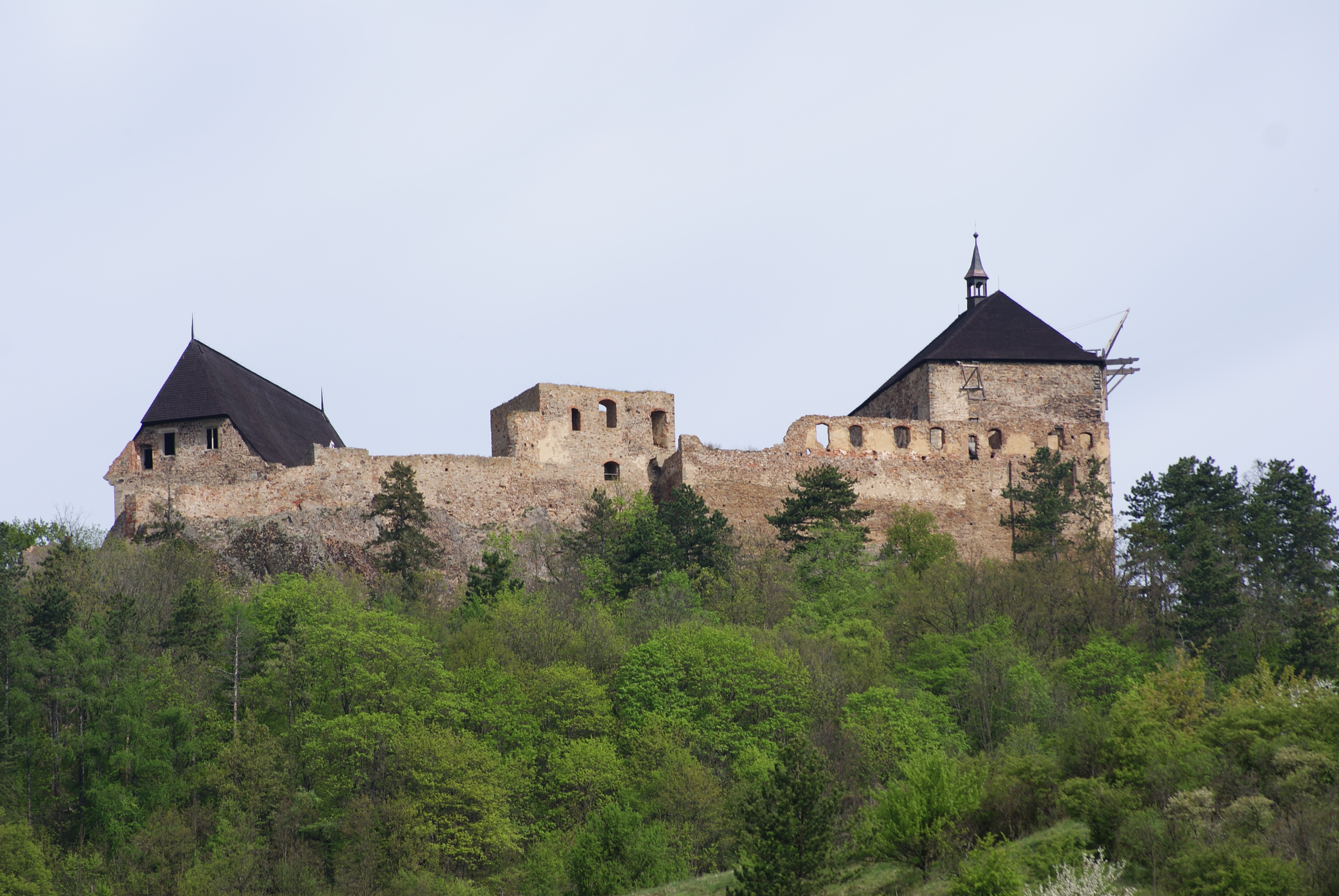
Veduta del complesso

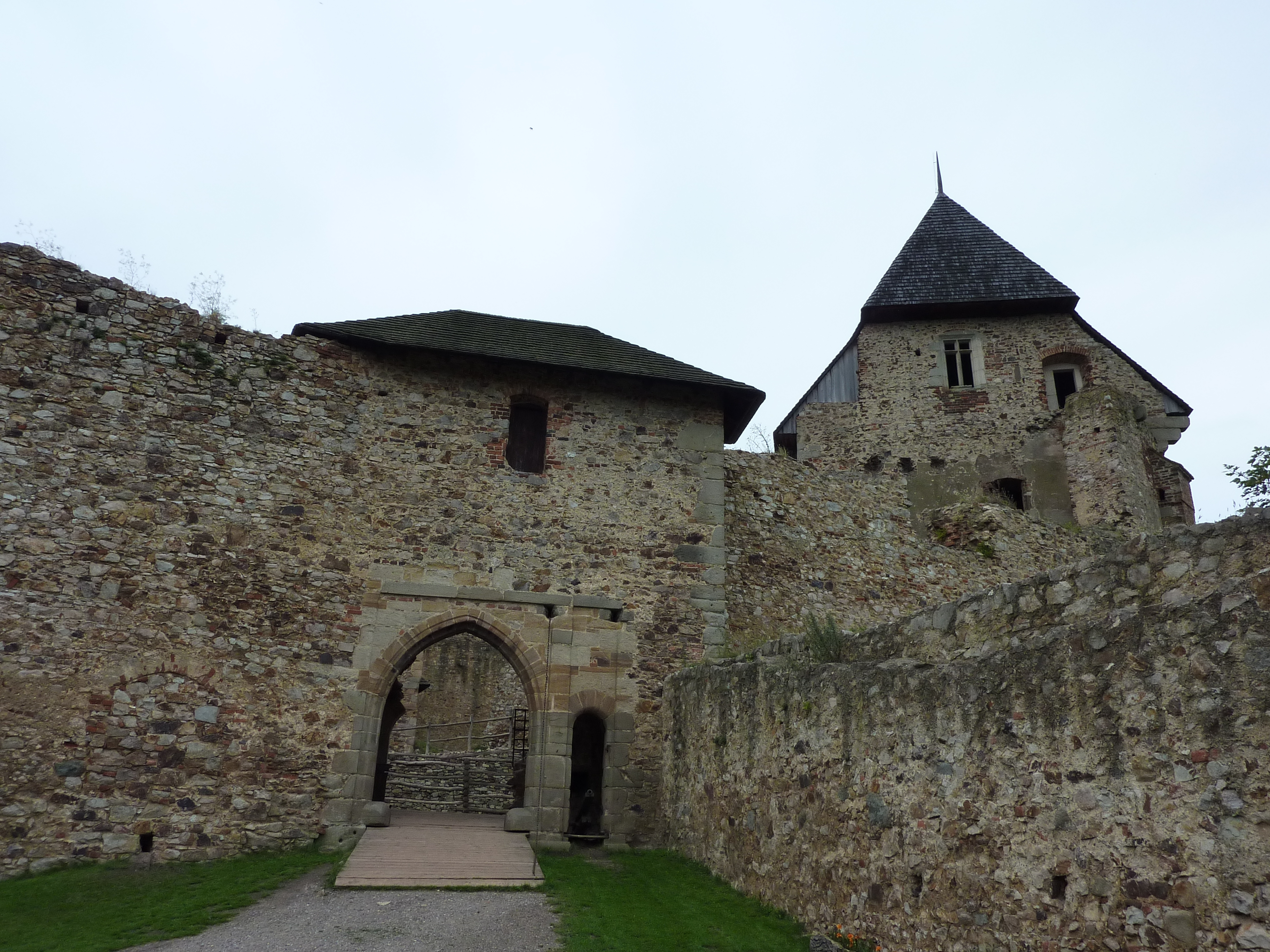
Accesso al castello

## Il castello di Točník
Il castello reale di Točník venne fondato nel 1398 da Venceslao IV di Boemia come sito di sicurezza e di rappresentanza.  All'interno del palazzo reali sono custoditi reperti archeologici.  Sono visitabili anche le scuderie.